# 33691 Andrewchiang
33691 Andrewchiang este o planetă minoră (asteroid) din centura de asteroizi. A fost descoperită pe 13 mai 1999 la Experimental Test Site⁠(d) de Lincoln Near-Earth Asteroid Research. 
Obiectul prezintă o orbită caracterizată de o semiaxă mare de 3,062828 UAi, o excentricitate de 0,04, o înclinație de 8,43854 ° în raport cu ecliptica.